# Fluorid poloniový
Fluorid poloniový je anorganická sloučenina s chemickým vzorcem PoF6.

## Příprava
V roce 1945 byla vyzkoušena syntéza fluoridu poloniového pomocí následující reakce:
210Po + 3 F2 → 210PoF6
Pokus však byl neúspěšný. Bylo předpovězeno, že teplota varu fluoridu poloniového je −40 °C.
208PoF6 byl pravděpodobně úspěšně připraven stejnou reakcí v roce 1960 se stabilnějším izotopem 208Po, při níž vznikl těkavý fluorid poloniový, který však nebyl plně charakterizován, než prošel radiolýzou a rozložil se na fluorid poloničitý.